# 2つのクラリネットのためのソナタ
2つのクラリネットのためのソナタ（Sonate pour deux clarinettes） FP 7は、フランシス・プーランクが1918年に作曲した、クラリネット2本による二重奏のためのソナタ。エドゥアール・スベルビエルへ献呈された。

## 概要
第一次世界大戦の終結が目前に迫った1918年1月17日、プーランクは徴兵を受けることになった。ヴァンセンヌに拠点を置きながらもパリの芸術との交流を欠かすことなく、彼は穏やかに作曲家としての道を歩き始めていた。
『黒人の狂詩曲』で一定の成功を収め、リカルド・ビニェスによる『3つの無窮動』の初演で世界的な名声を手にしたプーランクは、1918年の春に2つの楽曲の制作に着手した。同じ年に出版された4手のためのピアノソナタと2つのクラリネットのためのソナタは、1919年4月5日にサル・ホイヘンスで行われた演奏会でともに初演された。
『3つの無窮動』で勝ち取った成功は本作により確かなものとなった。伝記作家のアンリ・エルは「心地よく耳障りな酸味」を見出している。
筆致の手堅さが称賛される本作では、作曲者が愛着を持っていた木管楽器に既に熟達していることが証明されている。このような木管楽器へ向けられる好みは、人間の声に似すぎているという理由で弦楽器の使用を拒絶したイーゴリ・ストラヴィンスキーと軌を一にしている。

## 楽曲構成
チェロソナタを除く作曲者の室内楽曲がそうであるように、本作も短い3つの楽章で構成される。
- 第1楽章 Presto
- 第2楽章 Andante
- 第3楽章 Vif

## 関連文献
- Schmidt, Carl B (1995). The Music of Francis Poulenc (1899–1963) – A Catalogue. Oxford and New York: Oxford University Press. ISBN 978-0-19-816336-7